# Rosenberg (Wien)

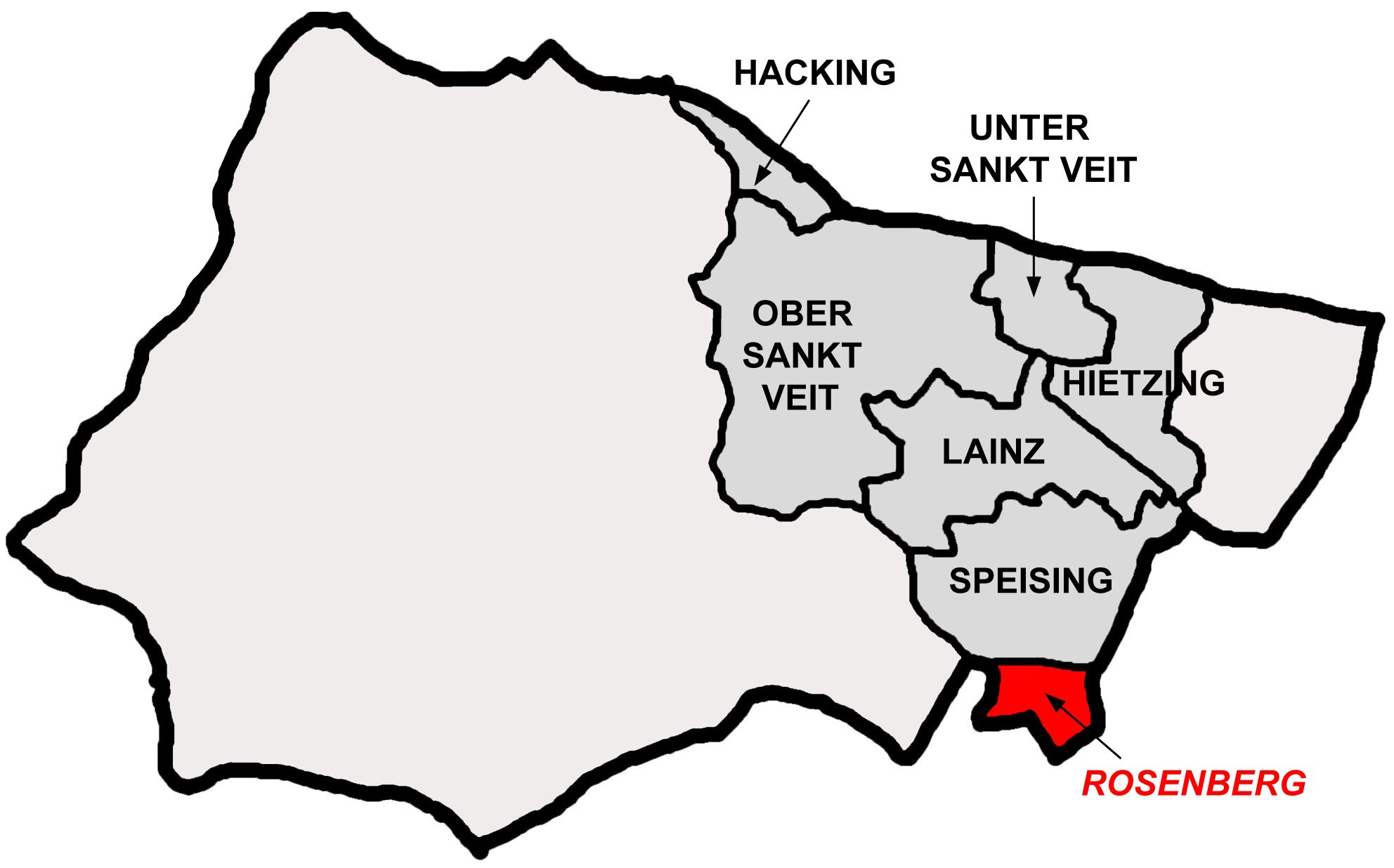
Lage Rosenbergs in Hietzing

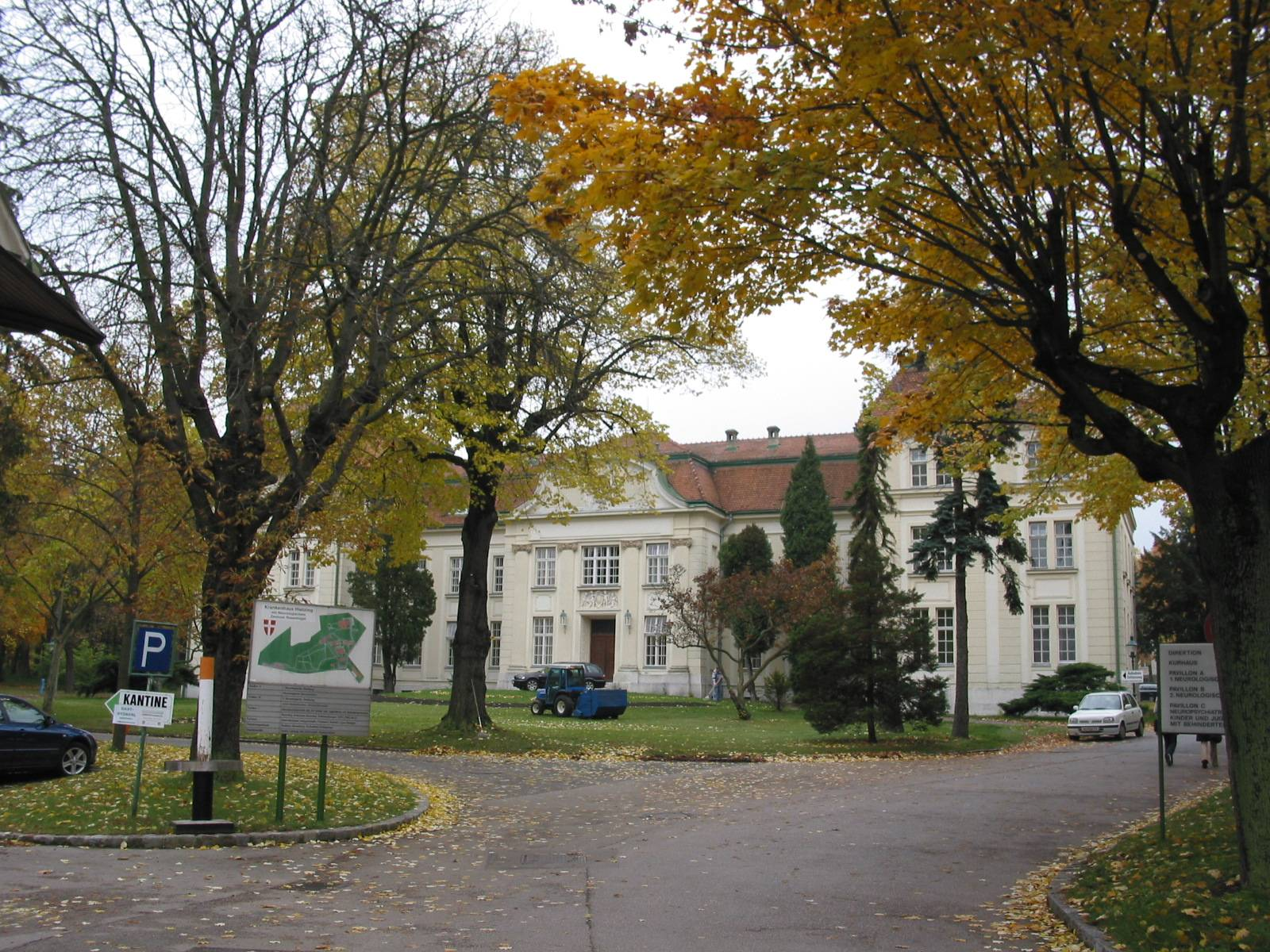
Neurologisches Zentrum der Stadt Wien in Rosenberg

Rosenberg ist eine der 89 Wiener Katastralgemeinden. Das kleine Gebiet liegt am Rosenhügel im 13. Wiener Gemeindebezirk Hietzing und erstreckt sich über eine Fläche von nur 40,63 ha.
Rosenberg grenzt im Norden an den Hietzinger Bezirksteil Speising, im Süden und Westen an Mauer und im Osten an Atzgersdorf. Das Gebiet ist damit an drei Seiten vom 23. Gemeindebezirk Liesing umschlossen. Geologisch gesehen gehört Rosenberg zur erdgeschichtlichen Stufe des Sarmatiums, der zweitjüngsten Sedimentschicht des Wiener Beckens. 
Entstanden ist Rosenberg am 5. Mai 1908 durch die Eingemeindung eines Teils der damals selbstständigen Gemeinde Mauer nach Wien, der für die Errichtung des von Nathaniel Meyer von Rothschild gestifteten Neurologischen Zentrums der Stadt Wien benötigt wurde. Das 1912 eröffnete Krankenhaus nimmt mit seiner Parkanlage noch heute einen großen Teil der Katastralgemeinde ein. In Rosenberg befindet sich auch der 1873 fertiggestellte Wasserbehälter Rosenhügel der ersten Wiener Hochquellenwasserleitung. Die Bezeichnung Rosenberg im Namen führen das Pensionistenheim Haus Rosenberg sowie die Kleingartenanlage Rosenberg. 
Die Errichtung von Wohnhäusern und damit eine ständige Besiedlung von Rosenberg erfolgt erst relativ spät. In den 1960er Jahren wurde entlang des Wegs Am Rosenberg eine Wohnanlage mit Gemeindebauten errichtet.